# Gustav Schneider
Gustav Schneider ( 1834 - 1900 ) fue un botánico alemán.

## Algunas publicaciones
- Ernst Adolf Sagorski, Gustav Schneider. 1891. Flora der Centralkarpathen mit specieller Berücksichtigung der in der Hohen Tatra vorkommenden Phanerogamen und Gefäss-Cryptogamen nach eigenen und fremden Beobachtungen (Flora de Centralkarpathen con más consideración especial de los que ocurren en los Altos Tatras: criptógamas, vasculares, y fanerógamas, sus propias observaciones y otros). Ed. E. Kummer. 2 pp.

### Libros
- Gustav Schneider, E. Macker. 1916. Gustav Schneider: 1834-1900. 69 pp.

## Honores

### Epónimos
- (Poaceae) Danthonia schneiderii var. minor (Hooker) U.Shukla[1]

- La abreviatura «Gus.Schneid.» se emplea para indicar a Gustav Schneider como autoridad en la descripción y clasificación científica de los vegetales.[2]